# Carlton Centre
Het Carlton Centre (Afrikaans: Carlton-sentrum) is een wolkenkrabber in Johannesburg, Zuid-Afrika. De bouw van de kantoortoren, die staat aan 150 Commisioner Street, werd in 1973 voltooid door Murray & Roberts.

## Ontwerp
Het Carlton Centre is 222,51 meter hoog en telt 50 verdiepingen. Het is hiermee het hoogste gebouw in Afrika. Het bevat 23 liften en heeft een totale oppervlakte van 68.055 vierkante meter. Een ondergronds winkelcentrum met meer dan 180 winkels verbindt het gebouw met het Carlton Hotel, dat sinds 1997 gesloten is. Het is door Skidmore, Owings and Merrill en W. Rhodes - Harrison Hoffe & Partners in modernistische stijl ontworpen.